# 중국어
중국어(한국 한자: 中國語) 또는 중문(중국어: 中文, 병음: zhōngwén)은 중국티베트어족에 속하는 언어이다. 한어(중국어 정체자: 漢語, 간체자: 汉语, 병음: hànyǔ 한위[*], ㄏㄢˋㄩˇ), 화어(중국어 정체자: 華語, 간체자: 华语, 병음: huáyǔ), 중어(中語) 등으로도 불린다. 중국에서 가장 많은 사용자가 있으며, 각지의 중국계 이주민들도 쓴다. 중국에서는 보통 중문(中文)으로 부르나, 이러한 명칭은 현대 중국어만을 가리키는 것으로 오해될 우려가 있어 역사적으로 그것까지 통틀어 일컬을 경우에는 한어(漢語)라고도 한다.
중국어는 단일의 언어라기보다는 방언연속체로 이루어진 제어(諸語)이며, 학자에 따라 다르나, 방언은 크게 10개 정도로 나뉜다. 따라서 중국어라 하면 좁은 의미로는 베이징관화에 기반한 현대 표준 중국어만을 가리키기도 하고, 넓은 의미로는 관련된 언어변이형 전체를 가리킬 수 있다. 대표적으로 베이징 등지의 방언이자 가장 많은 구사자를 보유한 관화(官話; Mandarin), 상하이 등지에서 쓰이는 오어(吳語), 남부의 민어(閩語), 광둥어 등이 있다.
현대 중국어는 고전 문학에 사용되는 한문과는 문법과 어휘 측면에서 많은 차이가 있다. 또한 현대 중국어에는 Social(→社会·사회) , rebound(→反弹·반향), Electricity(→电气·전기) 등 근대에 도입된 많은 번역 어휘들이 존재한다.
일반적으로 한자(漢字)라는 문자로 표기되는데, 이는 고대의 상형문자 갑골문을 기반으로 한 표어문자로서 그 수가 매우 많으며 독특한 형태를 지니고 있다. 발음을 표기할 때에는 한자에서 따온 주음부호와 로마자를 이용한 한어 병음이 사용된다.
현대 중국어는 성조가 존재하며, 성조에 따라 단어의 의미가 바뀌기도 한다. SVO 어순을 따르며, 형태소가 굴절없이 단어를 이루어 어순에 따라 문법적 역할이 결정되는 고립어이다

## 분류

### 역사적 분류
중국어를 역사적으로 분류하면 다음과 같다.
- 상고 한어: 주나라와 진나라와 한나라의 한어
- 중고 한어: 남북조와 당나라의 한어
- 중세 한어: 오대십국과 송나라의 한어
- 근대 한어: 원나라, 명나라와 청나라의 한어
- 현대 한어: 현대 중화권에서 쓰는 한어

### 계통학적 분류

중국어 방언

중국어 제(諸) 방언의 특징은 중국어를 모어로 하면서 방언을 쓰는 집단 간에 서로 의사소통이 불가능하다는 점이다. 각 언어변이형을 방언으로 취급하느냐 아니면 개별의 언어로 취급하느냐 하는 데에는 논란이 있다. 다만, 한자 및 한문이라는 공통된 문어의 기반 위에서는 중국어 제방언을 아우르는 상호의사소통성을 유지할 수 있으며, 이것이 중국어 제방언을 공통된 언어로 묶는 역할을 한다.
1. cmn — 관화(官話) 또는 북방화(北方話): 모어 화자 8억 명 이상의 중국어 최대 방언이다. 영어 명칭에 따라 만다린어(Mandarin語)라고도 한다.
  1. 베이징관화(北京官話) — 중화민국, 중화인민공화국, 싱가포르 등에서 공용어로 사용되는 표준 중국어의 모태가 되는 방언이다.[1]
  2. cjy — 진어(晉語): 산시성(山西省)에서 사용되는 방언으로, 보통 관화의 하위 방언으로 보나, 개별 방언이라고 보는 학자도 있다.
  3. 동북말(東北話)
2. 푸젠어(閩語): 푸젠성(福建省)과 중화민국에서 사용되며 화자 수는 약 5천만 명이다.
  1. cdo — 민둥어(閩東語): 푸젠성 동북쪽과 저장성(浙江省)남쪽에서 사용된다.
  2. cpx — 푸셴어(莆仙語): 푸젠성 중앙의 푸톈시(莆田市)와 셴유현(仙遊縣)에서 사용된다.
  3. czo — 민중어(閩中語): 푸젠성 중앙에서 사용된다.
  4. mnp — 민베이어(閩北語): 푸젠성 북부에서 사용된다.
  5. nan — 민난어(閩南語): 푸젠성 남부, 광둥성(廣東省)동부, 하이난성(海南省), 대만에서 사용된다.
    1. 차오저우어(潮州語)
    2. 하이난어(海南語)
    3. 장저우어(漳州語)
    4. 타이완어(臺灣語): 대만에서 사용된다.
    5. 샤먼어(廈門語): 샤먼시에서 사용된다.
    6. 취안저우어(泉州語)
3. gan — 간어(贛語): 장시성(江西省)에서 사용되며, 화자 수는 약 2000만 명이다.
4. hak — 학가어(客家語): 광둥성 북부와 여러 나라의 화교 집단들이 사용하며 화자 수는 약 3500만 명이다.
5. hsn — 샹어(湘語): 후난성 (湖南省)에서 사용되며, 화자 수는 약 3500만 명이다.
6. wuu — 우어(吳語): 중국 동부에서 사용되며, 화자 수는 약 9000만 명이다.
7. yue — 웨어(광둥어 등)(粵語, 廣東話, ): 홍콩, 마카오, 광둥성, 광시 좡족 자치구의 일부 및 해외의 화교들이 사용하며, 화자 수는 약 8000만명이다.
8. dng — 둥간어(東干語): 중앙아시아, 키르기스스탄, 둥간족
9. 핑어(平語) - 좡족
10. czh - 후이어(徽語) - 우어 혹은 간어의 일부로, 안후이성(安徽省)에서 사용된다.

## 음운
중국어는 성조어이다. 음절소리의 고저의 차이가 자음이나 모음과 같이 의미를 구별하고 있다. 이것을 성조라고 한다. 예를 들면 표준 중국어에는 {ma}라고 하는 형태소는 경성도 포함해서 19개나 있다. 하지만 음평성(陰平聲), 양평성(陽平聲), 상성(上聲), 거성(去聲)의 4개의 성조와 경성이 있어서 모든 것이 같은 발음은 되지 않는다.
- 음평성(제1성) - 간체자: 妈, 정체자: 媽, 병음: mā (어머니)
- 양평성(제2성) - 중국어: 麻, 병음: má (삼, 얼얼하다)
- 상성(제3성) - 간체자: 马, 정체자: 馬, 병음: mǎ (말)
- 거성(제4성) - 간체자: 骂, 정체자: 駡, 병음: mà (욕하다, 욕설을 퍼붓다)
- 경성 - 간체자: 吗, 정체자: 嗎, 병음: ma (의문조사)

## 문법
어형변화(활용)가 일어나지 않고, 어순이 의미를 해석할 때의 중요한 결정적인 근거가 되는 고립어이다. 고립적인 특징을 가진 언어로서는 그 밖에 영어 등이 있다. 기본어순은 주어-서술어-목적어형(SVO)이다. 하지만, 현대북방어나 문어에서는 把나 将(將), 以에 의한 목적격 표시 등이 있으며, 주어-서술어-목적어→주어-목적어-서술어 형의 문장을 만들 수가 있으며, 게다가 교착어에 가까워져 있다.
예
- 표준중국어의 문법: 我去图书馆看书。(我去圖書館看書。)(도서관에 가서 책을 읽다.)
  - 상하이어의 문법: 我到图书馆看书。

현대 중국어에서는 일본어처럼 동사의 전후나 문말에 조사, 조동사가 온다. 예를 들면 了는 동사에 붙으면 완료(perfect)를 표시하는 상(相, aspect)을 나타내며, 문말에 붙으면 법성(法性, modality)을 나타낸다.
중국어에는 시제를 나타내는 문법 범주가 존재하지 않는다. 반면에 상은 존재하며, 동사에 了(완료), 过(過)(경험), 着(著)(진행)을 붙이는 것에 의해서 나타내어진다.
- 我昨天去了电影院。(我昨天去了電影院。) (어제 영화관에 갔었다.)

또, 격에 의한 어형변화는 없는 것이 고립어의 특징이다. 따라서 중국어에도 명사나 형용사에 격변화는 일어나지 않는다. 격은 어순에 의해서 나타내어진다.
예
1인칭단수의 인칭대명사 我
- 我去過中國。(주격: 나는 중국에 간 적이 있다.)
  - 상하이어:  '''我'''到中國去過個。
- 我媽媽讓'''我'''學習。(목적격: 어머니는 나에게 공부시킨다.)
  - 상하이어:  我個媽媽讓'''我'''學習。

## 기본 표현
다음은 일상적으로 자주 쓰이는 중국어 표현들이다. 로마자 표기는 헵번식 로마자 표기법을 따른다.

## 대한민국의 중국어 교육
역사적으로 한국과 중화인민공화국은 7세기 이전에도 교류가 있어서 중국어를 접한 건 오래되었다. 일제강점기에는 강제로 교육시키기도 했다. 한국에서 중국어 교육이 시작된 것은 조선 말기이나, 본격적으로 시작된 것은 정부 수립 이후였다. 1970년대 초에 고등학교 교과목에 중국어가 제2외국어 중 하나로 추가되었고, 2001년에는 '생활 중국어'가 중학교 교과목에 포함되었다. 현재 대한민국의 대학 수험생들은 수능에서 중국어 I을 선택할 수 있다.

## 한자
중국어를 표기하는 데 쓰이는 문자인 한자는 표의 문자로 로마자나 한글 같은 표음 문자와 달리 의미에 초점이 맞추어져 발음을 표기하는 데는 상당한 제약이 있다. 그래서 외국의 지명, 인명 등 고유명사는 그 지역의 원래 발음과 비슷한 한자를 가차(假借)하여 쓰거나, 간혹 그 용도와 특징을 한자어로 번역하여 (예컨대 컴퓨터를 電腦(전뇌)로 번역) 어휘를 도입하기도 한다.

## 같이 보기
- 주음부호